# تايريس ويليامز
تايريس ويليامز (بالإنجليزية: Tyreese Williams) شخصية خيالية من سلسلة القصص المصورة الموتى السائرون، أدى دورها الممثل تشاد كولمان في المسلسل الأمريكي بنفس العنوان.
ظهر تايريس في العدد 7# من سلسلة القصص المصورة (أبريل، 2004). أما في المسلسل التلفزيوني يظهر تايريس مع أخته ساشا في الحلقة الثامنة من الموسم الثالث. ينضم تايريس وساشا إلى جماعة ريك بعد تركهم وودبيري، في الحلقة التاسعة من الموسم الخامس يهاجم تايريس من قبل أحد الأموات السائرين ويعضهُ في يده، يحاول ريك إنقاذه بقطع يده لكن العدوى تنتشر في جسده وتقتله.

## اختيار الممثل
أعلن عن اختيار الممثل تشاد كولمان لأداء دورشخصية تايريس في أواسط عام 2012.

## وصلات خارجية
- تايريس ويليامز في قاعدة بيانات الأفلام على الإنترنت
- تايريس ويليامز على موقع قناة AMC